# Külsheim
Külsheim là một thị trấn nằm ở huyện Main-Tauber-Kreis, thuộc bang Baden-Württemberg, Đức. Nơi đây nằm cách Tauberbischofsheim 12 km về phía tây bắc và cách Wertheim am Main 10 km về phía nam.

## Dân số
| Năm  | Số dân |
| ---- | ------ |
| 1961 | 4778   |
| 1970 | 5870   |
| 1991 | 5712   |
| 1995 | 5986   |
| 2005 | 5743   |
| 2010 | 5437   |
| 2015 | 5187   |
| 2020 | 5219   |

## Địa phương kết nghĩa
- Moret-sur-Loing, Pháp, từ năm 1972
- Pécsvárad, Hungary, từ năm 1992

## Thư viện ảnh

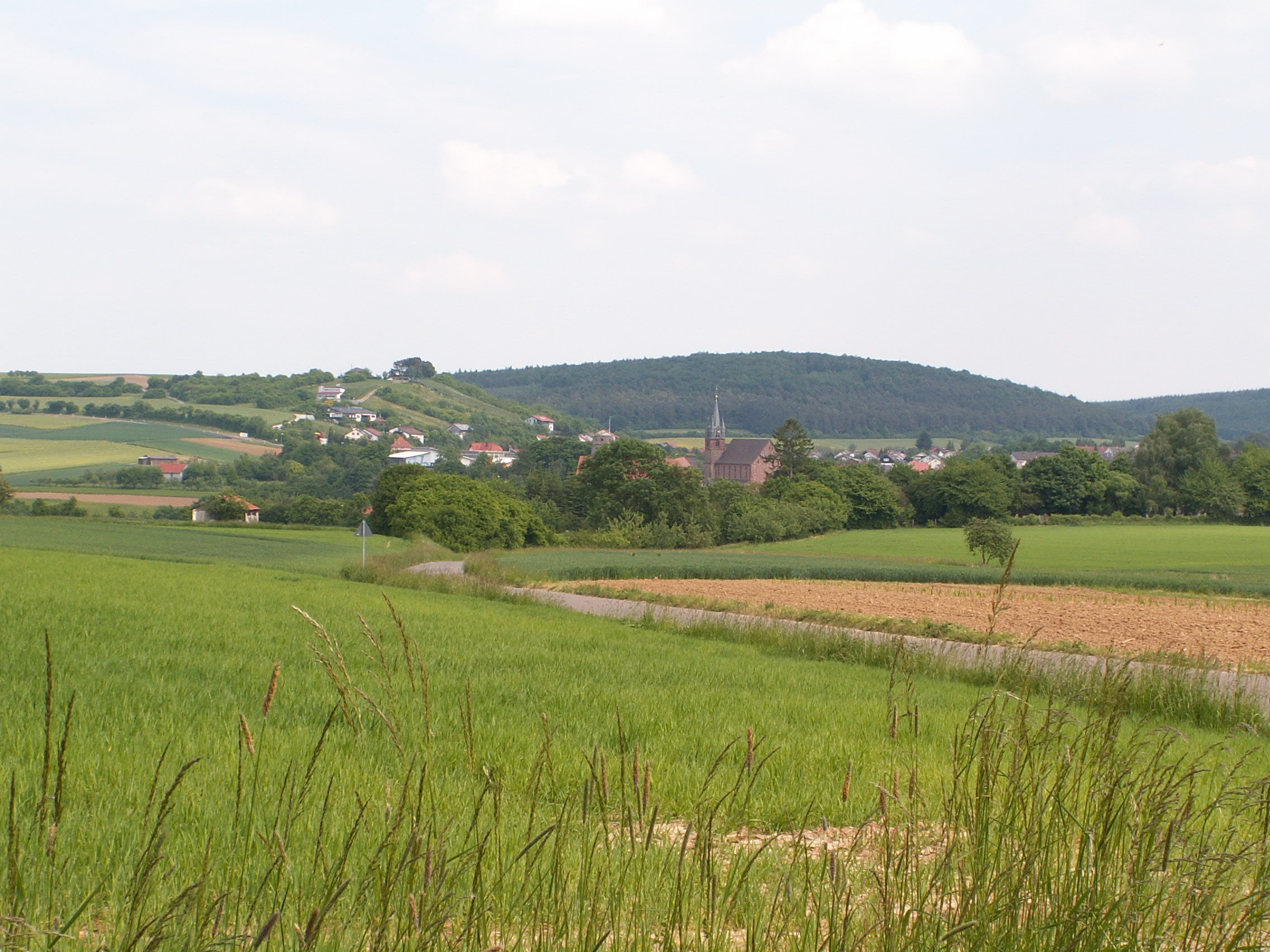
Külsheim nhìn từ phía tây
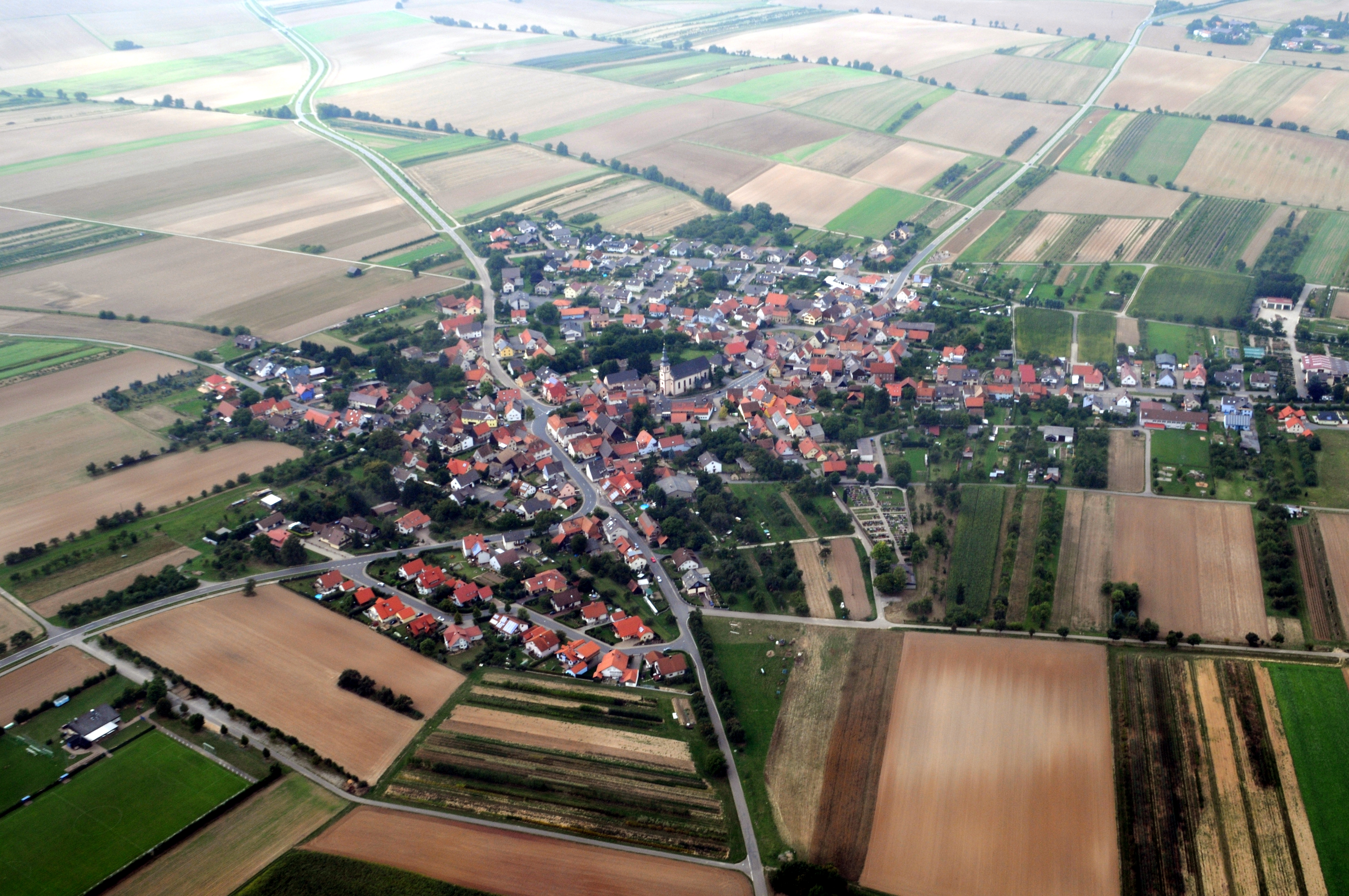
Ảnh chụp từ trên không của Hundheim (2008)
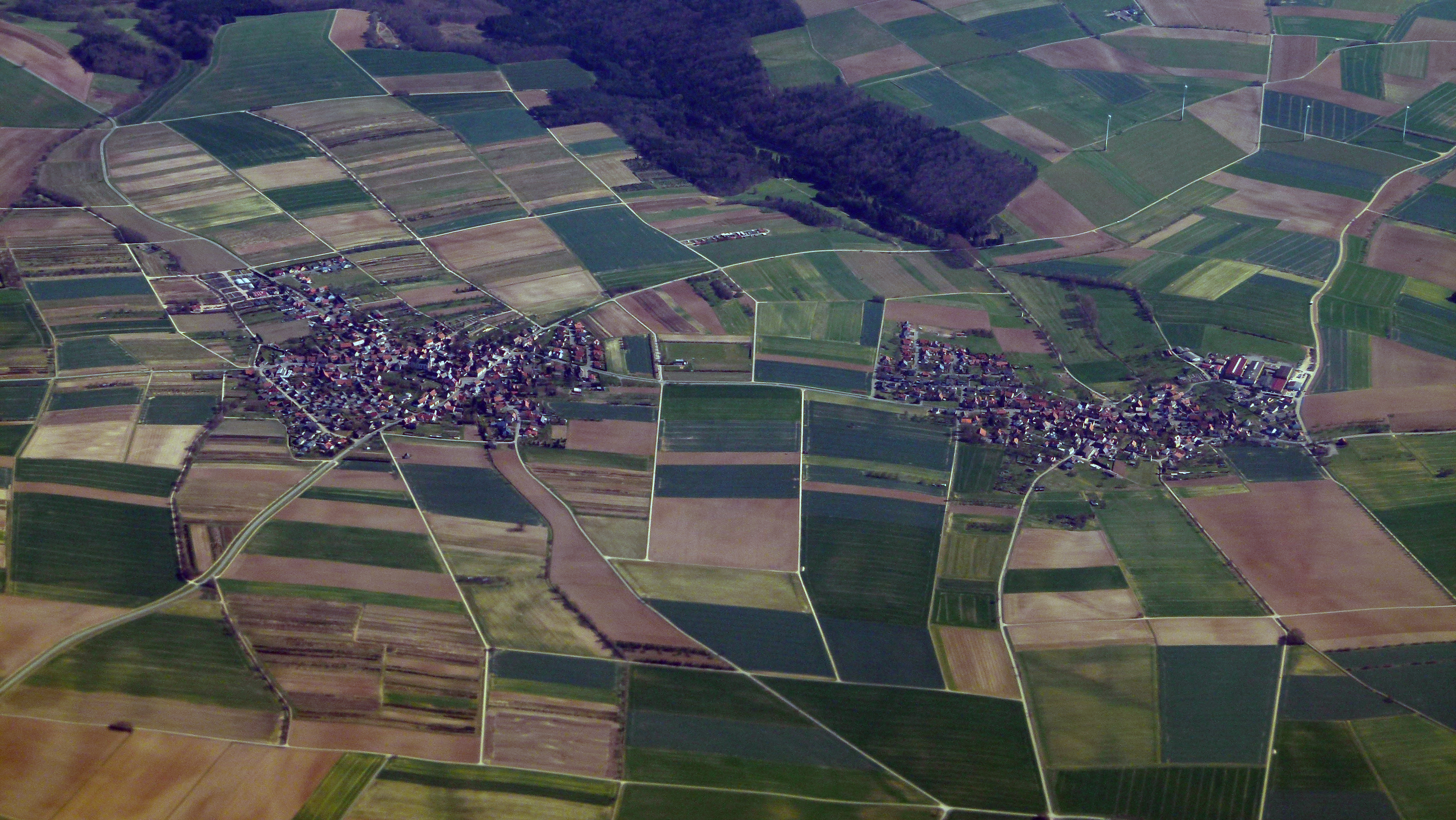
Nhìn từ trên không của Hundheim và Steinbach
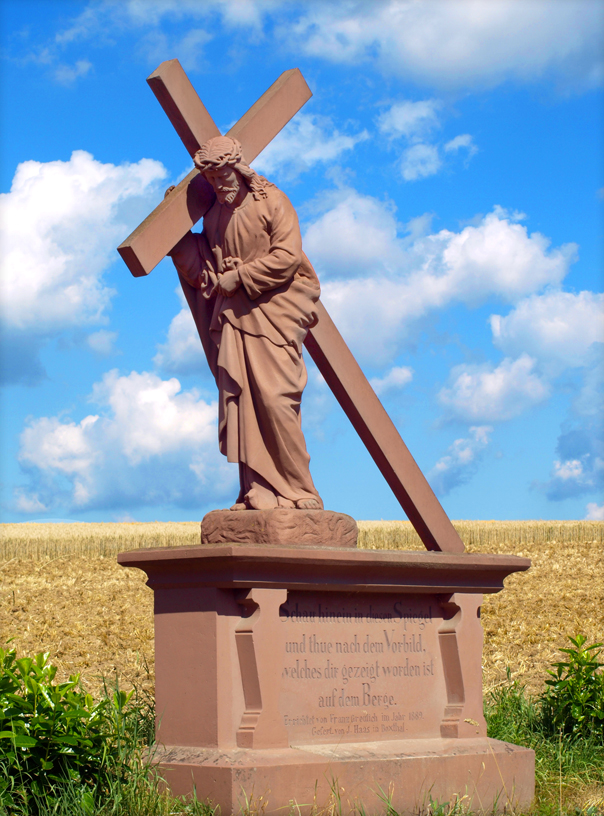
Bức tượng Chúa Giêsu và cây thánh giá bằng đá sa thạch từ năm 1889 ở lối vào Steinbach
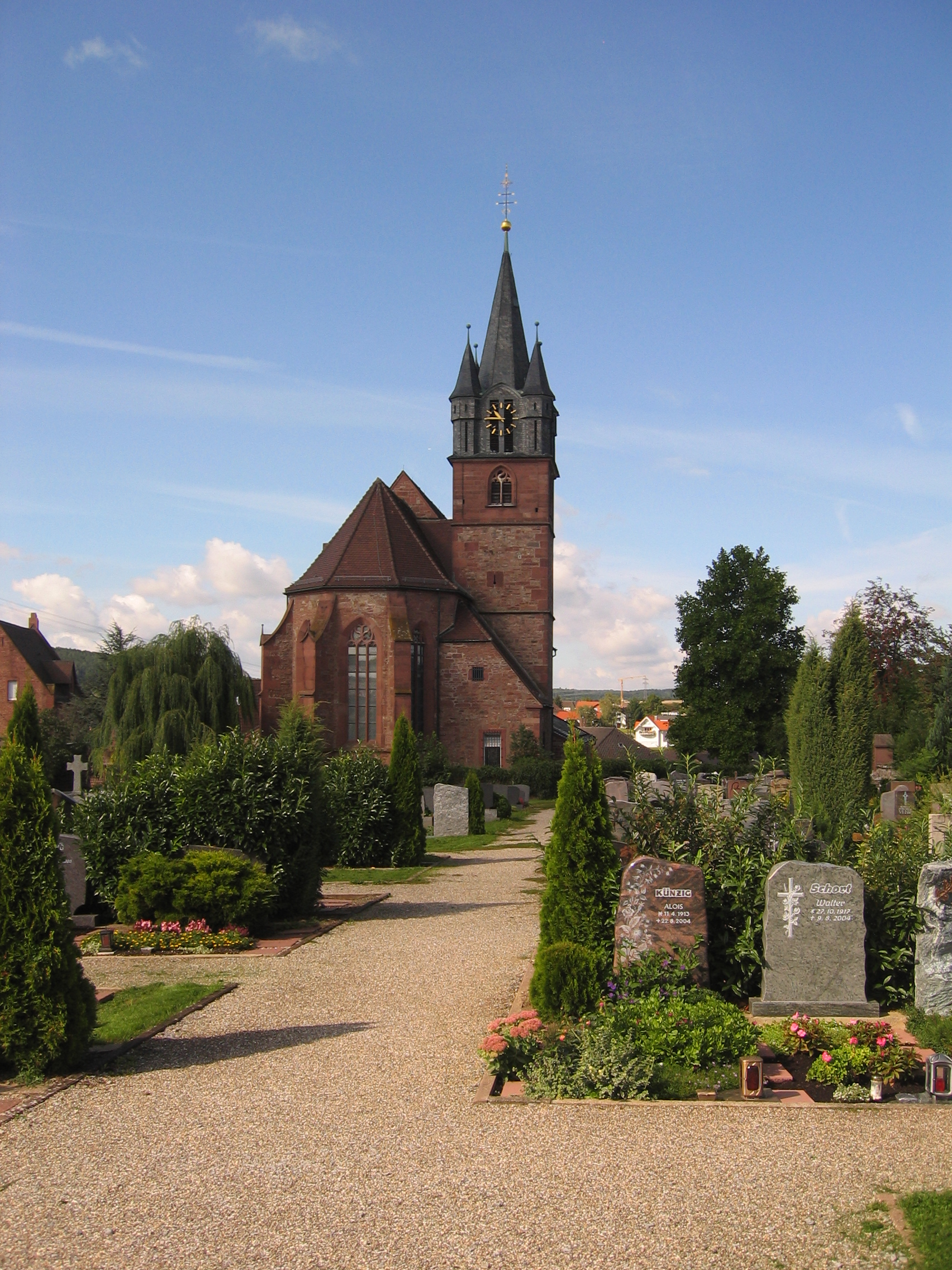
Nhà thờ Thành phố St. Martin
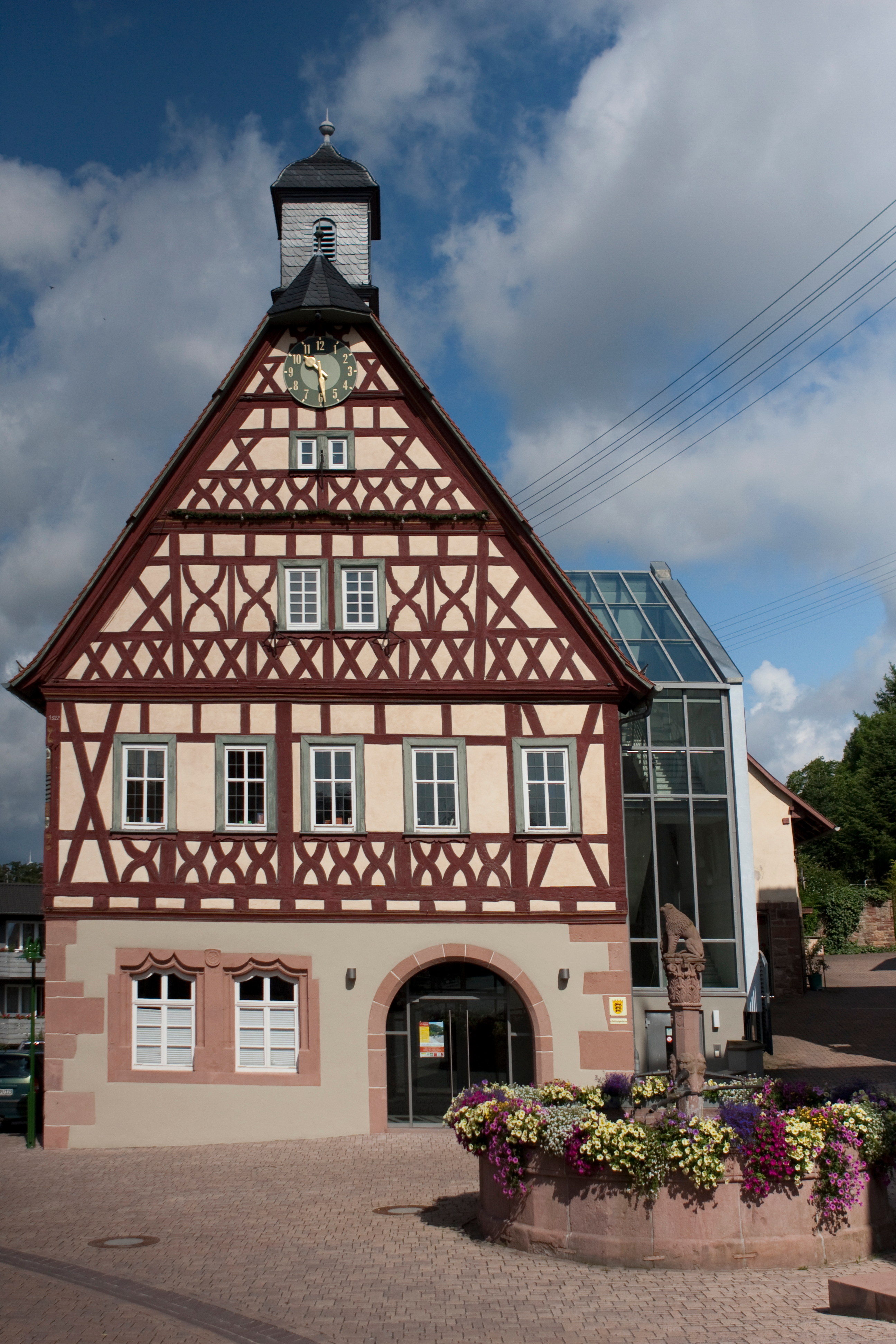
Tòa thị chính cổ (1522) với đài phun nước
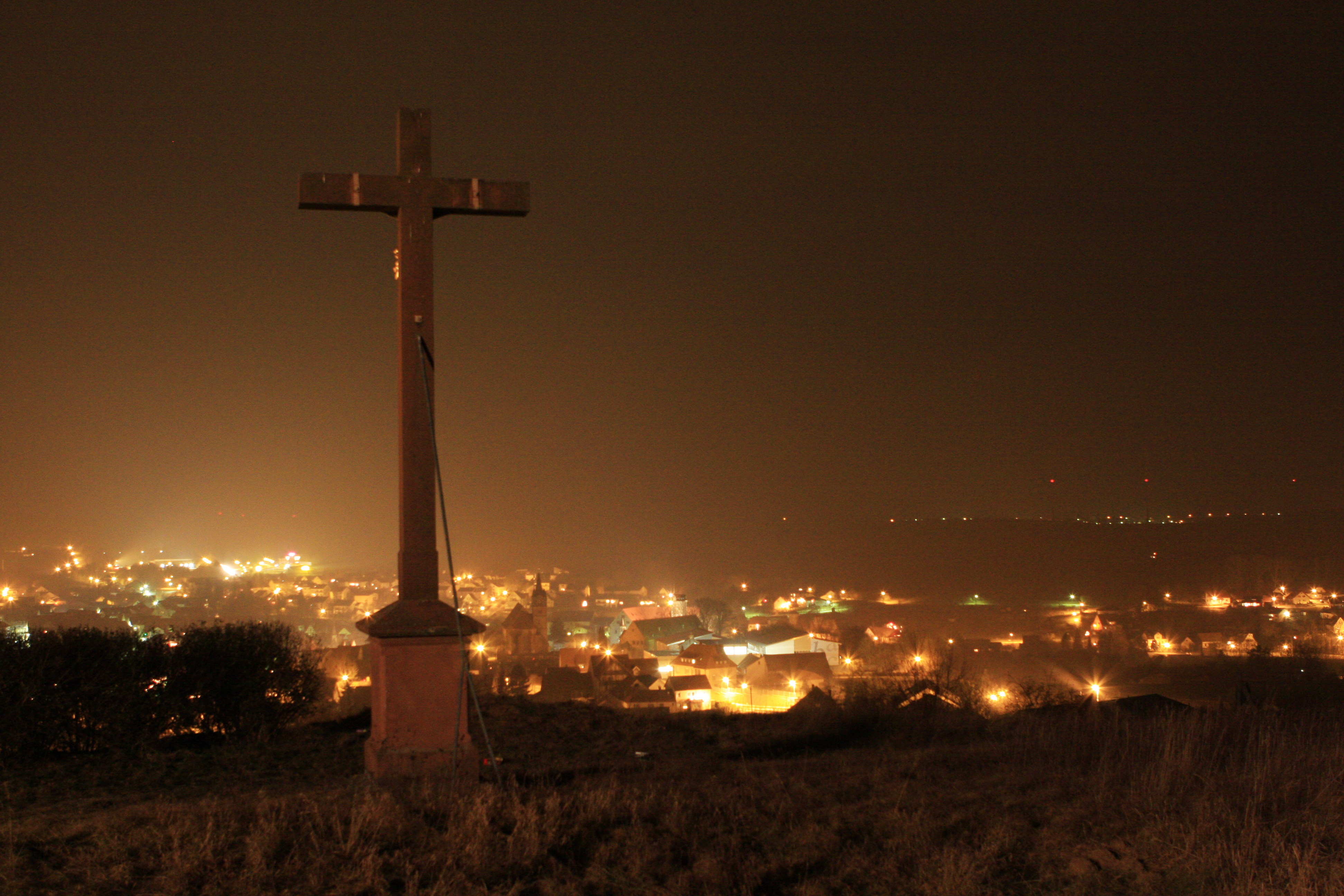
Quang cảnh về đêm của Külsheim nhìn từ Kattenberg
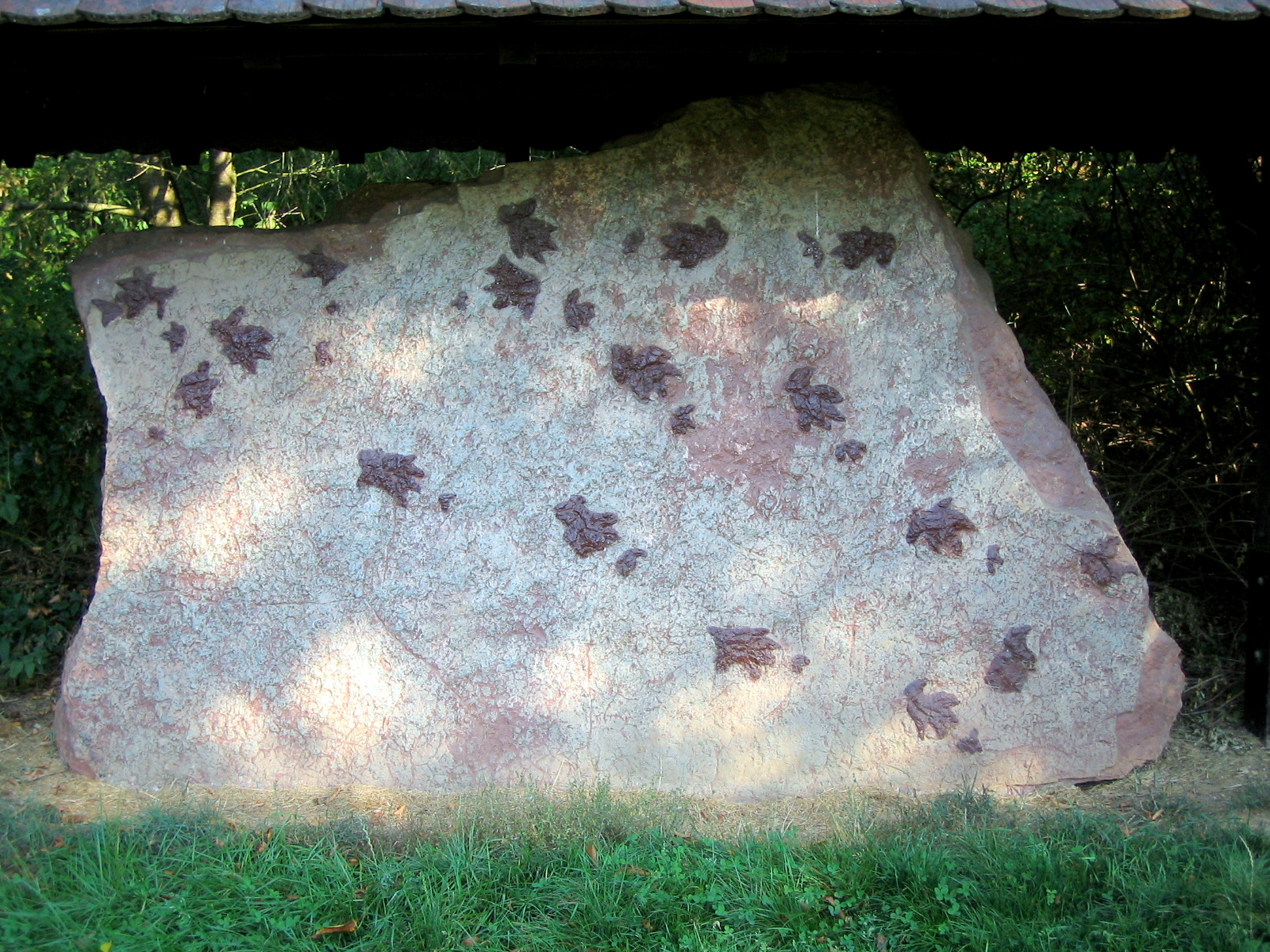
Phiến đá sa thạch